# Fritz Führer
Fritz Führer (auch: Friedrich Führer; * 8. März 1902 in Bozen; † 7. Oktober 1979 ebenda) war ein Kaufmann und in der Zeit der nationalsozialistischen Besetzung Südtirols von 1943 bis 1945 Bürgermeister Bozens.

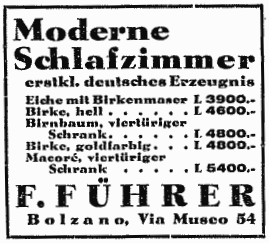
Werbeschaltung des Einrichtungshauses Fritz Führer von 1938

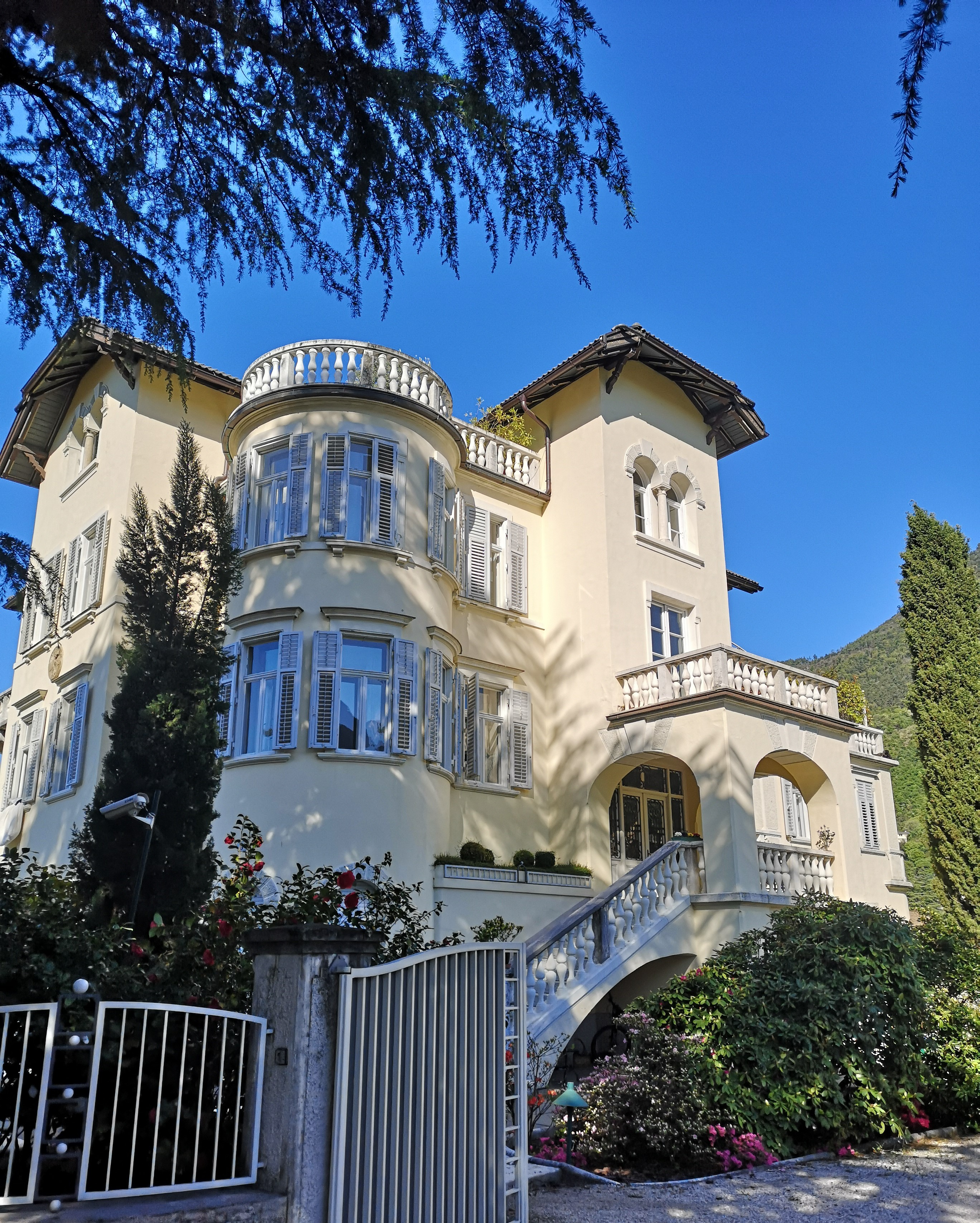
Die Villa Führer in der Bozner Wentergasse (Gries)

Führer besuchte die Volksschule und das Reform-Gymnasium in seiner Heimatstadt, legte die Matura aber in Kufstein ab. In den Jahren 1916–1920 besuchte er die Handelsakademie in Innsbruck. Von 1924 bis 1929 arbeitete er im väterlichen Geschäft, einem Bozner Möbel- und Einrichtungshaus in der Museumstraße 54. Zugleich absolvierte er ein Studium der Handelswissenschaften an der Universität Genua.
Im Kontext des Südtiroler Umsiedlungsabkommens wirkte er in der Wertfestsetzungskommission, die vermögensrechtliche Fragen der Optanten zu klären hatte. Innerhalb der Arbeitsgemeinschaft der Optanten für Deutschland vertrat er das Südtiroler Handwerk und leitete zugleich die DVS-Ortsgruppe Bozen.
Mit der deutschen Besetzung am 8. September 1943 und der Absetzung der faschistischen Amtsbürgermeister wurde Führer am 13. September 1943 zum kommissarischen Bürgermeister Bozens bestellt, wobei der faschistische Podestà Alberto Clavarino erst am 8. Oktober aus dem Amt schied. Das Bürgermeisteramt musste Führer sodann, nach der deutschen Kapitulation, am 8. Mai 1945 an seinen kommissarischen Nachfolger Luciano Bonvicini abtreten.
In der Nachkriegszeit führte Fritz Führer sein zentral gelegenes Geschäft und war weiterhin einflussreiche Gestalt des öffentlichen Lebens.
Im Mai 1945 beteiligte er sich an der Gründung der Südtiroler Volkspartei und wurde 1970 zu deren Ehrenmitglied ernannt.
1947 war Führer Mitbegründer des Südtiroler Künstlerbundes, dessen Ehrenmitglied er später wurde. Ebenso wirkte er entscheidend bei der Gründung der Gesellschaft der „Freunde der Bozner Messe“ mit und war über lange Jahre Mitglied im Verwaltungsrat. 1952 war er Gründungsmitglied der „Autonomen Körperschaft der Bozner Messe“ und gehörte deren Exekutivrat und Generalrat an. Ab 1957 vertrat er die Belange des Außenhandels im Ausschuss der Bozner Handelskammer.
1962 gehörte Führer zu den Gründern des „Neuen Südtiroler Wirtschaftsverlages“, als dessen Vizepräsident er ab 1972 fungierte, und war von 1972 bis zu seinem Tod verantwortlicher Redakteur der Südtiroler Wirtschaftszeitung und Verwaltungsrat der Südtiroler Sparkasse.
Führer bewohnte im Bozner Stadtteil Gries die von seinen Eltern in der Wentergasse errichtete historistische Villa Führer.